# Pachydissus vicarius
Pachydissus vicarius är en skalbaggsart som beskrevs av Aurivillius 1907. Pachydissus vicarius ingår i släktet Pachydissus och familjen långhorningar.
Artens utbredningsområde är Gabon. Inga underarter finns listade i Catalogue of Life.